# Colin Edwards
Pour les articles homonymes, voir Edwards.
Colin Edwards, né le 27 février 1974 à Houston, est un pilote de vitesse moto américain, double champion du monde Superbike en 2000 et 2002 au guidon d'une Honda VTR 1000.

## Biographie
Après une carrière couronnée par deux titres de champion du monde Superbike en 2000 et 2002 sur la Honda VTR 1000 et trois victoires aux 8 heures de Suzuka, il rejoint le monde des Grands Prix en débutant en MotoGP, tout d'abord chez Aprilia en 2003, puis Honda en 2004. Il roule pour le compte de Yamaha à partir de 2005. En 2005, 2006 et 2007 il fait partie de l'équipe Yamaha usine, aux côtés de Valentino Rossi, avant de rejoindre l'équipe française Yamaha Tech 3 en 2008.
Le 23 octobre 2011, lors du 2e tour du Grand Prix de Malaisie, il est malencontreusement impliqué dans l'accident mortel du pilote Marco Simoncelli.
Pour la saison 2012, il décide de relever le défi des CRT et quitte Tech 3 pour s'engager avec le Forward Racing qui aligne un châssis Suter équipé d'un moteur BMW. Le pilote ambitionne d'être le leader du groupe des CRT, mais le manque de compétitivité de sa monture, notamment au niveau de l'électronique, ne lui permet pas de lutter contre les Aprilia du team Aspar. Il est le pilote le plus âgé qui court lors de l'année 2013.
Pour la saison 2014, il roule sur une Yamaha-Suter engagée en catégorie Open (bénéficiant donc d'une moto à moteur Yamaha et un châssis Suter) dans le team NGM Mobile Forward Racing.
Le 10 avril 2014, il annonce sa retraite après la fin de la saison 2014 et dispute sa dernière course lors du Grand Prix d'Indianapolis.

## Palmarès
- 1992 : 250 cm3 États-Unis, champion	;
- 1993 : Superbike AMA, 6e ;
- 1994 : Superbike AMA, 6e ;
- 1995 : Championnat du monde Superbike, 11e ;
- 1996 : Superbike, 5e - vainqueur des 8 heures de Suzuka avec Noriyuki Haga sur Yamaha YZF750 ;
- 1997 : Superbike, 12e ;
- 1998 : Superbike, 5e ;
- 1999 : Superbike, 2e ;
- 2000 : Superbike (Honda), champion du monde ;
- 2001 : Superbike (Honda), 2e - vainqueur des 8 Heures de Suzuka avec Valentino Rossi
- 2002 : Superbike (Honda), champion du monde - vainqueur des 8 heures de Suzuka avec Daijiro Kato ;
- 2003 : MotoGP (Aprilia), 13e ;
- 2004 : MotoGP (Honda), 5e ;
- 2005 : MotoGP (Yamaha), 4e ;
- 2006 : MotoGP (Yamaha), 7e ;
- 2007 : MotoGP (Yamaha), 9e ;
- 2008 : MotoGP (Yamaha), 7e ;
- 2009 : MotoGP (Yamaha), 5e ;
- 2010 : MotoGP (Yamaha), 11e ;
- 2011 : MotoGP (Yamaha) 9e ;
- 2012 : MotoGP (Suter-BMW) 20e ;
- 2013 : MotoGP (FTR-Kawasaki) 14e ;
- 2014 : MotoGP (Forward Yamaha), 22e ;

## Statistiques

### Par années
| Sais  | Cat.   | Moto             | Course | Vict | Pod | Pole | MT¹ | Pts  | Class | Titre |
| ----- | ------ | ---------------- | ------ | ---- | --- | ---- | --- | ---- | ----- | ----- |
| 2003  | MotoGP | Aprilia RS3 Cube | 16     | 0    | 0   | 0    | 0   | 62   | 13e   | -     |
| 2004  | MotoGP | Honda RC211V     | 16     | 0    | 2   | 0    | 2   | 157  | 5e    | -     |
| 2005  | MotoGP | Yamaha YZR-M1    | 17     | 0    | 3   | 0    | 1   | 179  | 4e    | -     |
| 2006  | MotoGP | Yamaha YZR-M1    | 17     | 0    | 1   | 0    | 0   | 124  | 7e    |       |
| 2007  | MotoGP | Yamaha YZR-M1    | 18     | 0    | 2   | 2    | 0   | 124  | 9e    |       |
| 2008  | MotoGP | Yamaha YZR-M1    | 18     | 0    | 2   | 1    | 0   | 144  | 7e    | -     |
| 2009  | MotoGP | Yamaha YZR-M1    | 17     | 0    | 1   | 0    | 0   | 161  | 5e    | -     |
| 2010  | MotoGP | Yamaha YZR-M1    | 18     | 0    | 0   | 0    | 0   | 103  | 11e   | -     |
| 2011  | MotoGP | Yamaha YZR-M1    | 15     | 0    | 1   | 0    | 0   | 109  | 9e    | -     |
| 2012  | MotoGP | Suter            | 16     | 0    | 0   | 0    | 0   | 27   | 20e   | -     |
| 2013  | MotoGP | FTR Kawasaki     | 18     | 0    | 0   | 0    | 0   | 41   | 14e   | -     |
| 2014  | MotoGP | Forward Yamaha   | 10     | 0    | 0   | 0    | 0   | 11   | 22e   | -     |
| Total |        |                  | 196    | 0    | 12  | 3    | 3   | 1242 |       | 0     |

- *Saison en cours
- ¹Meilleur tour en course

### Par catégorie
| Cat.   | Année     | 1er GP     | 1er Podium           | 1re Victoire | Courses | Victoires | Podiums | Pole | M.tours¹ | Points | Titres |
| ------ | --------- | ---------- | -------------------- | ------------ | ------- | --------- | ------- | ---- | -------- | ------ | ------ |
| MotoGP | 2003-2014 | Japon 2003 | Grande-Bretagne 2004 |              | 196     | 0         | 12      | 3    | 3        | 1242   | 0      |
| Total  | 2003-2014 |            |                      |              | 196     | 0         | 12      | 3    | 3        | 1242   | 0      |

¹ Meilleurs tours en course